# スイート・キャロライン
「スイート・キャロライン」（Sweet Caroline）は、アメリカ合衆国のポピュラー音楽の歌手、ニール・ダイアモンド作曲および演奏の楽曲。1969年9月16日に『Sweet Caroline (Good Times Never Seemed So Good) 』のタイトルでシングルとして発表された。チャーリー・カレロが編曲し、テネシー州メンフィスにあるアメリカン・サウンド・スタジオでレコーディングを行なった。
『ビルボード』誌の全米シングルヒットチャートで最高4位を記録し、最終的に100万枚を売り上げてプラチナ認定された。同年秋、複数のテレビ番組で披露された。1971年にはイギリスで最高8位を記録した。
2007年のインタビューでようやくニール・ダイヤモンドは、この曲はカトリック教徒初の合衆国大統領ジョン・F・ケネディとその妻ジャクリーン・ケネディ・オナシスのあいだに生まれた長女でリリース当時11歳であった後の第29代 駐日アメリカ合衆国大使キャロライン・ケネディを歌ったものであるとあかした。同年、50歳を迎えたキャロラインの眼前で、ニールはこの曲を歌って、キャロラインの誕生日を祝った。2011年12月21日、CBSの『ジ・アーリー・ショー』でのインタビューにおいてダイアモンドはまだ少女だったキャロラインが両親と共に乗馬しているシーンを『ライフ』誌の表紙からインスピレーションを得て、5年間かけて作品にまとめたと語った。しかし2014年のインタビューにおいて、キャロラインについて歌ったのではなく、題名に取り入れただけだと語った。当初ダイアモンドは曲に妻のマーシャの名を付けるつもりであったが、3音節の方が語呂が良いためキャロラインの名を選んだ。そのためキャロラインという名の特定の人物からではないという説もある。
この曲は長年愛され続け、2014年11月現在アメリカ国内で200万回以上ダウンロードされた。

## 3タイプの曲
オリジナルの45回転版はダイアモンドのLPアルバム『Brother Love's Travelling Salvation Show 』収録のステレオ版に比べて大規模オーケストラとグロッケンシュピールを多用している。もう1つの版はダイアモンドのコンピレーション・アルバム『His 12 Greatest Hits 』である。この版はオーケストラを抑え、バック・ヴォーカルを大きめにし、より長くフェードアウトしている。またライヴ版はLP『Hot August Night 』に収録されている。

## スポーツでの使用
遅くとも1997年にはメジャーリーグベースボールのボストン・レッドソックスの本拠地フェンウェイ・パークで流されるようになり、2002年から毎試合で8回表が終わった後に同曲が流されている。2010年度の開幕試合でダイアモンド自身がフェンウェイ・パークで歌唱した。
2013年4月16日、ボストンマラソン爆弾テロ事件翌日、長年レッドソックスのライバルとされているニューヨーク・ヤンキースはホームゲームで黙祷の後この曲を流すことを発表した。4月20日土曜日、フェンウェイ・パークで行われたレッドソックス対カンザスシティ・ロイヤルズ戦でダイアモンドが登場して大勢の観客と共に歌唱した。ボストンでのテロ事件後、全米で行われた様々なスポーツ・イベントにて犠牲者とその関係者と心を共にする目的でこの曲が流された。4月21日日曜日、ドイツのハンブルクで行われたハンブルク・マラソンのスタート直前の黙祷の後にこの曲が流された。6月1日土曜日、スウェーデンのストックホルムで行われたストックホルム・マラソンでもスタート直前にこの曲が流された。
同年4月25日、NFLドラフトでもこの曲が流された。ダイアモンドは事件後の曲の売り上げの全利益を犠牲者を支援するワン・ファンド・ボストンに寄付することを発表した。ダイアモンドは曲の売り上げについて、前週2,800枚だったのが事件後6倍以上の19,000枚となったと語った。
長年ピッツバーグ大学でもフットボールのホームゲームでこの曲を歌うのが伝統となっている。替え歌を『Pitt-centric 』と呼び、歌詞の「So good」の部分を「Go Pitt」、「Ba ba ba」の部分を「Let's Go Pitt」に変えている。

## カバー
ボビー・ウーマック、フランク・シナトラ、エルヴィス・プレスリー、フリオ・イグレシアスら数多くの著名アーティストからカバーされている。特にシナトラについては、ニール・ダイヤモンド自身が、最も好きなカバーの一つだと述べている。マフィアとつながりのあるとされるシナトラは、イタリア系カトリック教徒としていわれなき差別を受けてきた経験から、アイルランド系ではあるものの同じカトリックで、なおかつ公民権運動に肯定的なキャロラインの父親の政策を全面的に支持し、彼の大統領選を資金面で支えた。さらにシナトラ一家のピーター・ローフォードがキャロラインの父の義弟となり、ケネディの広報・応援に携わるようになっていたこともあって、シナトラも多くの著名芸能人のケネディ支持を取りつけるべく努めた。いわばこれはキャロラインの身内の大スターによるカバーであるともいえる。またフリオ・イグレシアスのカバーのタイトルはSweet Carolineのスペイン語訳DULCE CAROLINAである。変わったところではクラシックのオケ、ロンドン・フィルハーモニー管弦楽団によるカバーも存在する。またわが国ではケネディやシナトラと同様カトリックの信仰をもつ南沙織がアルバム『純潔/ともだち』（1972年）のなかの8曲目で、この曲のカバーを歌っていて、このアルバムはオリコン2位を獲得している。さらに加山雄三が1976年の武道館ライブにおいてこの曲のカバーを歌っている。また比較的最近ではベルギーの歌手クリストフが2011年に出したカバーがフラマン語週間top50チャートで1位を獲得している。またフォックス放送で2009-2015年に放送され、NHKでも2013年度に一部放映されたテレビドラマgleeにおいて、 マーク・サリングが2009年、第1シーズン第8エピソードにてこの曲のカバーを歌い、全米シングルチャート34位となった。
- 1969年、Pierre Lalonde - フランス語カバー『Caroline 』
- 1969年、アンディ・ウィリアムス - アルバム『Get Together with Andy Williams 』収録
- 1970年、エルヴィス・プレスリー[31]
- 1971年、Checkmates, Ltd. - アルバム『Life 』収録[32]
- 1972年、ボビー・ウーマック - アルバム『Understanding 』収録
- 1972年、フリオ・イグレシアス - アルバム『Por una mujer 』収録スペイン語カバー『Dulce Carolina 』
- 1973年、ロイ・オービソン - オーストリアのテレビ番組でライヴ[33]
- 1974年、フランク・シナトラ - アルバム『Some Nice Things I've Missed 』収録ビッグバンド・カバー。ニール・ダイアモンドはこのカバーが気に入っていると語った[34]。
- 1977年、ウェイロン・ジェニングス - アルバム『Ol' Waylon 』収録
- 1986年、Claude Gray - ビルボードのカントリー・チャートで第77位。彼の作品でチャート入りしたシングルはこれが最後。
- 1997年7月29日、ミー・ファースト・アンド・ザ・ギミー・ギミーズ - アルバム『Have a Ball 』収録パンクロック・カバー
- 2001年11月、Dustin the Turkey 版がアイリッシュ・シングル・チャートで第1位を獲得
- 2006年7月7-8日、Dave Matthews Band - フェンウェイ・パークでのコンサートで演奏し、アルバム『Live Trax Vol. 6: Fenway Park 』に収録[35]
- 2008年4月29日、デヴィッド・アーチュレッタ - 『アメリカン・アイドル』最終5名のエピソードで演奏し、のちにレコーディング。
- 2009年、マーク・サリング - FOXのテレビ番組『glee/グリー』で演奏
- 2009年、Steve Hofmeyr (南アフリカ共和国) - アルバム『Tribute 』に収録[36]
- 2009年、ボストン・ポップス・オーケストラ(キース・ロックハート指揮) - ライヴ・アルバム『The Red Sox Album 』に収録。同年の独立記念日、ハッチシェルにてダイアモンドと共に演奏。

## 関連記事
毎日新聞　2013年7月27日社説「駐日米大使指名　スイート・キャロライン」https://web.archive.org/web/20131202231904/http://mainichi.jp/opinion/news/20130727k0000m070113000c.html
経済界　2013年7月30日記事「スウィート・キャロライン－オバマ大統領の英語　第102回－」
http://net.keizaikai.co.jp/archives/2118